# 地方行政学院
地方行政学院（Instituts régionaux d'administration）はフランスのA層（高層）系公務員養成学校。5つある(リール・ナント・リヨン・バスティア・メス)。フランス各省入省試験が消えていく傾向以上、ある地方行政学院を在学して国家官庁で務める公務員の数は殖えていると見られる。
毎年の受験生の内（7000人）、700人しか入学しない。
- 外部試験：大学院生向け（法学部や政治学院出身）
- 内部試験 : 公務員向け
- 第三試験：元地方自治体議員や協会の役人など向け